# Черных, Юрий Егорович
Ю́рий Его́рович Че́рных (27 ноября 1936, Усть-Кут — 12 сентября 1994, Иркутск) — русский советский детский поэт, инженер-экономист, автор известного детского стихотворения «Кто пасётся на лугу?».
Член Союза писателей СССР (с 1990).

## Биография
Родился 27 ноября 1936 года в Усть-Куте Иркутской области. В 1960 году окончил Иркутский сельскохозяйственный институт. В 1963 году переехал в Братск Иркутской области, работал инженером-экономистом в Управлении Автотранспорта.

## Творчество
В 1965 году опубликовал стихотворение «Кто пасётся на лугу?». Композитор Александра Пахмутова написала на это стихотворение детскую песенку, которая стала лауреатом Международного конкурса детской песни в Софии и послужила сюжетом для мультипликационного фильма «Кто пасётся на лугу?» (Весёлая карусель, 1973).
Стихи публиковались в журналах «Весёлые картинки», «Сибирячок» и других изданиях.
Автор десяти сборников для детей, которые были изданы в Братске, Иркутске, Москве.
В Иркутске произведения входят в региональную школьную программу по внеклассному чтению.

## Избранная библиография
- На лугу пасутся ко... Стихи для малышей. — Иркутск: Вост.-Сиб. кн. изд-во, 1979. — 23 с. — 200000 экз.
- Весёлый разговор: Стихи для детей. — Иркутск: Вост.-Сиб. кн. изд-во, 1982. — 15 с. — 300000 экз.
- На Кудыкиной горе: Стихи, песенки, загадки, сказки для детей. — Иркутск: Вост.-Сиб. кн. изд-во, 1982. — 62 с. — 150000 экз.
- Хотите — проверьте! Стихи. — М.: Малыш, 1987. — 22 с. — 150000 экз.
- Внучка-почемучка: Стихи. — Иркутск: Вост.-Сиб. кн. изд-во, 1990. — 22 с. — 150000 экз. — ISBN 5-7424-0305-4[3]

## Память
- В Железногорске-Илимском имя Юрия Черных носит Центральная библиотека Нижнеилимского района Иркутской области[4].